# Convenció sobre l'esclavitud
La Convenció sobre l'esclavitud o Convenció per la supressió del comerç d'esclaus i l'esclavitud (en anglès: Convention to Suppress the Slave Trade and Slavery) va ser un tractat internacional promogut per la Societat de Nacions i signat, per primera vegada, el 25 de setembre de 1926. Es va registrar a la Sèrie de tractats de la Societat de Nacions el 9 de març de 1927, el mateix dia que va entrar en efecte. L'objectiu de la convenció era confirmar i avançar en la supressió de l'esclavitud i el comerç d'esclaus.

## Antecedents
Durant la Conferència de Brussel·les de 1890 els signants "declaraven que estaven tots animats per la ferma intenció de posar punt final al tràfic d'esclaus africans". L'acte de Brussel·les va ser ampliat i revisat per la Convenció de Saint-Germain-en-Laye, signada pels poders aliats de la Primera Guerra Mundial el 10 de setembre de 1919, en el qual els signataris es comprometien en "l'empresa d'assegurar la completa supressió de l'esclavitud en totes les seves formes i al comerç d'esclaus per terra i mar." (Art.11)
Es va nomenar una Comissió sobre l'Esclavitud Temporal per part del Consell de la Societat de Nacions el juny de 1924, La comissió estava formada per antics governadors colonials, així com per haitians i representants de l'Organització Internacional del Treball.

## Importància
La Convenció sobre l'Esclavitud de 1926 va establir una normativa concreta i un seguit d'articles per avançar en la supressió de l'esclavitud i del comerç d'esclaus.
L'esclavitud va ser definida, en l'article primer, com "l'estàtus o condició d'una persona sobre qui una o qualsevol de les potències hi exerceixi un dret de propietat", i el comerç d'esclaus com "tots aquells actes que involucrin la captura, compra o disposició d'una persona amb la intenció de reduir-la a l'esclavitud; tots els actes que involucrin l'adquisició d'un esclau amb la intenció de vendre'l o intercanviar-lo; tots els actes de venta o intercanvi d'un esclau adquirit amb la intenció de vendre o intercanviar i, en general, qualsevol acte de comerç o transport d'esclaus".

## Contingut (resumit)
- Article 2: " Les parts es acorden prevenir i suprimir el comerç d'esclaus i, progressivament, aconseguir la completa eliminació de l'esclavitud en totes les seves formes".

- Article 6: "Les parts es comprometen a promulgar penes severes al comerç d'esclaus, la pertinença d'esclaus i l'esclavització d'algú".

## Participants
A data de 2013, 99 països han signat, accedit, ratificat o succeït o, en qualsevol cas, s'han compromès a participar en la Convenció i al seu protocol. Els següents països en formen part (entre parèntesis el primer any en què s'hi van comprometre):
Afganistan(1954), Albània (1957), Algèria (1963), Austràlia (1953), Àustria (1954), Azerbadjan(1996), Bahames (1976), Bahrain (1990), Bangladesh (1985), Barbados (1976), Belarús(1956, com a República Soviètica de Belarús), Bèlgica(1962), Bolívia (1983), Bòsnia i Hercegovina (1993),  Brasil (1966), Camerun (1984), Canadà (1953), Xile (1995), Xina (1955), Croacia (1992), Cuba (1954), Xipre (1986), Dinamarca (1954), Dominica (1994), Equador (1955), Egipte (1954), Etiòpia (1969), Fidji (1972), Finlandia (1954), França (1963), Alemanya (1973), Grècia (1955), Guatemala (1983), Guinea (1963), Hongria (1958), Índia (1954), Iraq (1955), Irlanda (1961), Israel (1955), Itàlia (1954), Jamaica (1964), Jordan (1959), Kazakhstan (2008),  Kuwait (1963), Kyrgyzstan (1997), Lesotho (1974), Liberia (1953), Libya (1957), Madagascar (1964), Malawi (1965), Mali (1973), Malta (1966), Mauritània (1986), Maurici (1969), Mèxic (1954), Mònaco (1954), Mongòlia (1968), Montenegro (2006), Marroc (1959), Myanmar (1957), Nepal (1963), Països Baixos (1955), Nova Zelanda (1953), Nicaragua (1986), Níger (1964), Nigèria (1961), Noruega (1957), Pakistan (1955), Paraguai (2007), Papua Nova Guinea (1982), Filipines (1955), Romania (1957), Rússia (1956, com Unió Soviètica), St Lucia (1990), St Vincent i les Granadines (1981), Aràbia Saudita (1973), Sèrbia (2001, com Sèrbia i Montenegro), Sierra Leone (1962), Illes Salomó (1981), Sud-àfrica (1953), Espanya (1927), Sri Lanka (1958), Sudan (1957), Suècia (1954), Suïssa (1953), Síria (1954), Tanzània (1962), Trinitat i Tobago (1966), Tunísia (1966), Turquia (1955), Turkmenistan (1997), Uganda (1964), Ucraïna (1959, com a República Soviètica d'Ucraïna), Regne Unit (1953),  Estats Units (1956), Uruguai (2001), Vietnam (1956), Iemen (1987), Zàmbia (1973) 

## Suplements
La convenció va ser esmenada per un Protocol que va entrar en vigència el 7 de juliol de 1955.
La definició d'esclavitud va ser redefinida i estesa durant la Convenció supletòria de 1956.